# Distrito de Curasco
El Distrito de Curasco es uno de los catorce distritos de la Provincia de Grau ubicada en el departamento de Apurímac, bajo la administración del Gobierno regional de Apurímac, en el sur del Perú.
Desde el punto de vista jerárquico de la Iglesia católica forma parte de la Diócesis de Abancay la cual, a su vez, pertenece a la Arquidiócesis de Cusco.

## Historia
El distrito fue creado mediante Ley 26244 del 29 de octubre de 1993, en el gobierno de Alberto Fujimori.
Bajo gestión permanente  de Andrés Abelino Taype Barrios (1986 - 1993)

## Geografía
La ciudad de Curasco se encuentra ubicada en los Andes Centrales.

## Autoridades municipales
- 2023-2026
  - Alcalde: Charles Mayhuire Ferrel.
- 2019-2022
  - Alcalde: Esteban Vargas Chaparro.
- 2015-2018
  - Alcalde: Crisologo Ochupe Quispe.
- 2011-2014
  - Alcalde: Timoteo Gonzales Barrios, Movimiento Popular Kallpa.
  - Regidores: Lucio Atanacio Escobal (Kallpa), Mary Challco Chaparro (Kallpa), Abrahan Escobar Cruz (Kallpa), Eufemia Layme Regi (Kallpa), Carlos Gonzales Barrios (Frente Popular Llapanchik).
- 2007-2010
  - Alcalde: Vidal Edgar Huamani Gutiérrez.
- 1996-1998
  - Primer Alcalde Electo: Andrés Abelino Taype Barrios (Frente Independiente de Juventudes de Izquierda Provincia Grau-FIPROG)
  - Regidores: Tulio Chaparro Ferrel, Josefa Díaz Mosqueira, Horacio Gonzales Marroquin, Juan Ortiz Curi y Urbano Pumacayo del Partido Opción Democrático
- Abril 1995-Diciembre 1995
  - Alcalde Encargado con Resolución de la Municipalidad Provincial de Grau: Andrés Abelino Taype Barrios
  - Regidores Encargados: Inocencio Edwin Portocarrero, Horacio Gonzales Marroquin, Juan Ortiz Curi y Diostin Subelete Benero
- Diciembre 1994-Marzo 1995
  - Primer Alcalde Encargado con Resolución de la Municipalidad Provincial de Grau: Aurelio Barrios Vargas.

## Festividades

### San Sebastián de Curasco
Su fiesta patronal principal que celebra el 20 de enero, esta rinde homenaje al patrón San Sebastián de Curasco y se celebra cada año por los devotos del patrón. La fiesta dura una semana desde el degüelle de vaca hasta elecciones del nuevo Mayordomo para el siguiente año así culmina esta fiesta patronal.
- Primer día: Es la preparación de la chicha y el degüelle de vaca.
- Segundo día: Se efectúa la entrada llevada por un familiar del Mayordomo.
- Tercer día: Se celebra la santa misa católica y su día central, el patrón es sacado y acompañado por la Virgen.
- Cuarto y quinto días: (Si hay dos o más mayordomos) Es la famosa corrida de toros que organiza el mayordomo y los toros son traídos de las altura para que sea una buena corrida con unos toros bravísimos, es misma tarde el mayordomo entra y da sus palabras de agradecimiento a los otros pueblos que han venido apreciar la corrida de toro de la festividad.
- Sexto día: Es la famosa Chupatincay y elecciones para el próximo año para el patrón San Sebastián de Curasco y para que no se pierda la costumbre.
- Séptimo día: Se realiza el convite que hace el mayordomo llevando pan y comida a leña diferentes casa del pueblo de Curasco lo que sobra de la fiesta para los apantes o los que le ayudaron en el transcurso de la festividad.

### Fiesta de Carnavales - Yunza
Esta fiesta se realiza en el mes de febrero, a veces dura todo el mes, ya que en ocasiones hay varios padrinos de tres o más yunzas (árboles decorados con premios como prendas y artículos de plástico, serpentinas y globos).

### Santísima Cruz
Otra fiesta es en mayo de la Santísima Cruz que es con Danza de las Tijeras, arpa y violín. Danzantes de la misma santa tierra que les hacen pasar a los mayordomos también hacen el contrapunteo de las danzas de tijera hace el torre y baja donde suben a la cruz de la iglesia donde esta atada una cuerda y ahí cuelgan y otras muchas fiestas más. 
Se realiza el famoso Atipanacuy o Contrapunteo, cada danzante muestra su habilidad y acompaña su presentación con una prueba al ritmo del arpa, violín.